# Буле (Сена и Марна)
Буле (фр. Bouleurs) је насељено место у Француској у региону Париски регион, у департману Сена и Марна.
По подацима из 2011. године у општини је живело 1453 становника, а густина насељености је износила 176,12 становника/km².

## Демографија
| 1962. | 1968. | 1975. | 1982. | 1990. | 2011. |
| ----- | ----- | ----- | ----- | ----- | ----- |
| 332   | 382   | 552   | 821   | 1.049 | 1.453 |